# Pseudoklossia tellinovum
Pseudoklossia tellinovum is een soort in de taxonomische indeling van de Myzozoa, een stam van microscopische parasitaire dieren. Het organisme komt uit het geslacht Pseudoklossia en behoort tot de familie Aggregatidae. Pseudoklossia tellinovum werd in 1979 ontdekt door Buchanan.